# كونستانس إنديكوت هارت
كونستانس إنديكوت هارت (بالإنجليزية: Constance Endicott Hartt)‏ هي عالمة نبات أمريكية، ولدت في 2 نوفمبر 1900 في باسيك في الولايات المتحدة، وتوفيت في 21 ديسمبر 1984.